# Uposatha
 (février 2015).
Si vous disposez d'ouvrages ou d'articles de référence ou si vous connaissez des sites web de qualité traitant du thème abordé ici, merci de compléter l'article en donnant les références utiles à sa vérifiabilité et en les liant à la section « Notes et références ».
L’uposatha (terme pali; en sanskrit upavasatha, se dit aussi upoṣadha ou upoṣadha en sanskrit bouddhique) est une journée, liée au calendrier lunaire, durant laquelle les bouddhistes réaffirment leur foi. Dans le courant theravada, les fidèles montrent leur détermination de suivre le dharma, l'enseignement du Bouddha Siddhartha Gautama. Il y a quatre uposathas par mois, théoriquement les premier, huit, quinze et vingt-deux du mois lunaire, mais en pratique on constate souvent un décalage avec la réalité astronomique, le calendrier exact dépendant du courant.
Les moines laissent de côté les travaux manuels pour se concentrer sur la méditation, ou prêcher pour le public, qui vient nombreux dans les temples faire des offrandes, et parfois y méditer ; les laïcs peuvent observer ces jours-là huit règles qui les rapprochent de la vie ascétique : outre les cinq préceptes, ils s’abstiennent de distractions et de parures vestimentaires et dorment sur une natte posée à même le sol. Pareillement, au Tibet et dans d'autres contrées pratiquant le mahayana, les fidèles laïcs peuvent prendre les huit vœux pour la journée.
Lors des uposathas de pleine et nouvelle lunes, les moines réaffirment la cohésion de leur communauté et la fermeté de leur vocation lors d’un rituel codifié de confession et de récitation des règles monastiques (patimokkha) dont sont exclus les laïcs et les moines des autres sectes. Dans les régions où le bouddhisme theravada est minoritaire, les uposathas ont souvent lieu durant les congés locaux, en général le week-end, mais dans les monastères, le patimokkha suit toujours les dates traditionnelles.

## Origine
Uposatha, forme pâli du sanscrit upavasatha, désignait à l’origine le jour préparatoire à la cérémonie du soma dans la religion védique. Les courants religieux concurrents furent nombreux à instaurer sur le rythme des uposathas des journées sabbatiques consacrés à l'affirmation de leur doctrine. Ce serait le roi Bimbisâra de Magadha, impressionné par les uposathas des brahmanes de Rajagaha, qui aurait conseillé au Bouddha d’adopter cette coutume. Celui-ci suivit ce conseil et autorisa les moines, à qui il avait interdit la pratique de l’astrologie, à en apprendre assez pour calculer eux-mêmes les dates d’uposatha. Il rehaussa peut-être ainsi leur prestige auprès de la population, qui aurait tout d’abord, si l’on en croit le Mahavagga (II.18.1), douté de la valeur des ascètes Shakya devant leur incapacité à calculer les lunaisons.
Néanmoins, la tradition rapporte que peu de personnes s’étant présentées lors de la première journée consacrée au prêche et à l’exhortation à la pratique, le Bouddha ordonna que les uposathas soient désormais consacrées à la purification par confession et à la récitation des règles monastiques. La récitation du patimokkha, assortie de nombreuses règles et restrictions, fut cependant limitée aux uposathas de pleine et nouvelle lunes et aux réconciliations après disputes ou schismes.
Dans le Mahaparinibbana Sutta, le Bouddha expose l’importance de rencontres régulières renforçant l’harmonie et le sens de la communauté. La récitation du patimokkha requiert un minimum de quatre moines. Les moines de même obédience vivant sur un même territoire doivent tenir leurs uposathas ensemble. Il est interdit à un moine de se rendre les jours d’uposatha dans un lieu où il ne trouvera pas de collègues de même confession. Inversement, c’est une faute de réciter le patimokkha en présence de personnes qui ne font pas (encore) partie de la communauté, comme les moines tombés en discrédit ou appartenant à des sectes différentes, les novices, les laïcs et les nonnes.

## Uposathas particuliers
Dans l’année bouddhique, cinq journées d’uposatha de pleine lune sont l’occasion de célébrations particulières :
- Magha Puja, en général (en fonction du calendrier lunaire) en février, est le « jour du sangha », où l’on commémore le rassemblement spontané autour du Bouddha de 1250 arahants qu’il aurait ensuite envoyé prêcher le dharma.
- Visakha Puja ou Vesak, en général en mai, est le « jour du Bouddha » ; c’est la célébration la plus populaire, qui commémore à la fois la naissance, l’éveil et la mort de Gautama.
- Asalha Puja, en général en juillet, est le « jour du dharma » ; la retraite de la saison des pluies (vassa) durant laquelle les moines sont assignés à résidence débute le lendemain.
- Pavarana, en général en octobre ; les moines sortent de leur retraite et peuvent bénéficier durant un maximum de cinq mois de l’assouplissement de certaines règles. C’est l’occasion d’une cérémonie (kathina) où les laïcs leur offrent de nouvelles robes.
- Anapanasati, généralement en novembre ; l’accent y est mis sur la pratique de la respiration consciente (anapanasati).

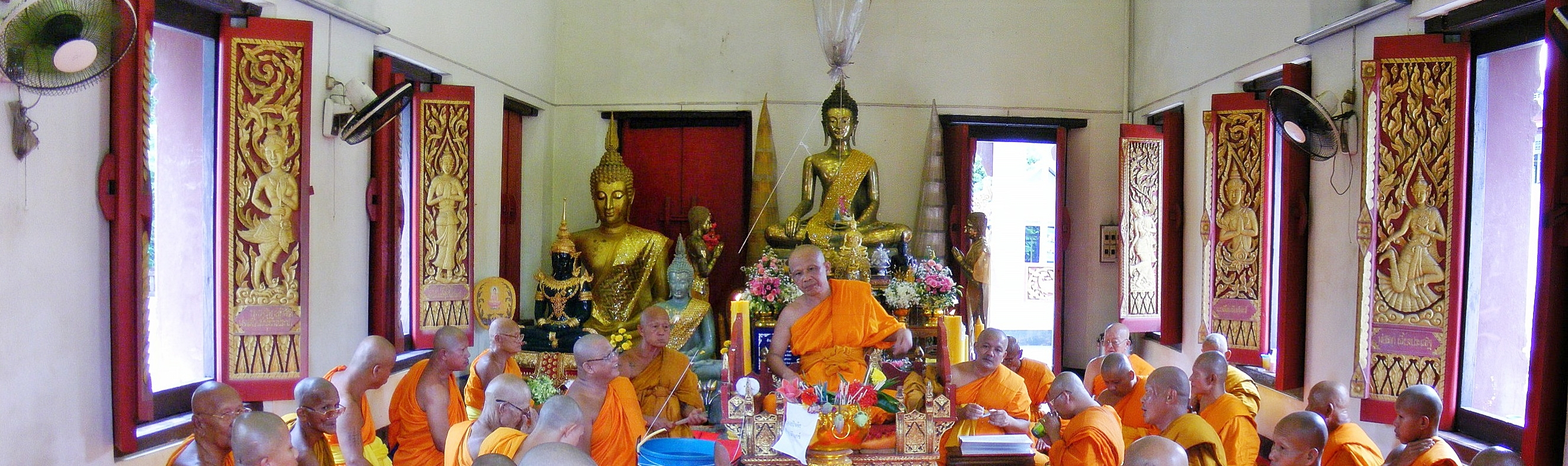
Moines bouddhistes au (Thaïlande) durant une uposatha (2009).